# Digital Linear Tape

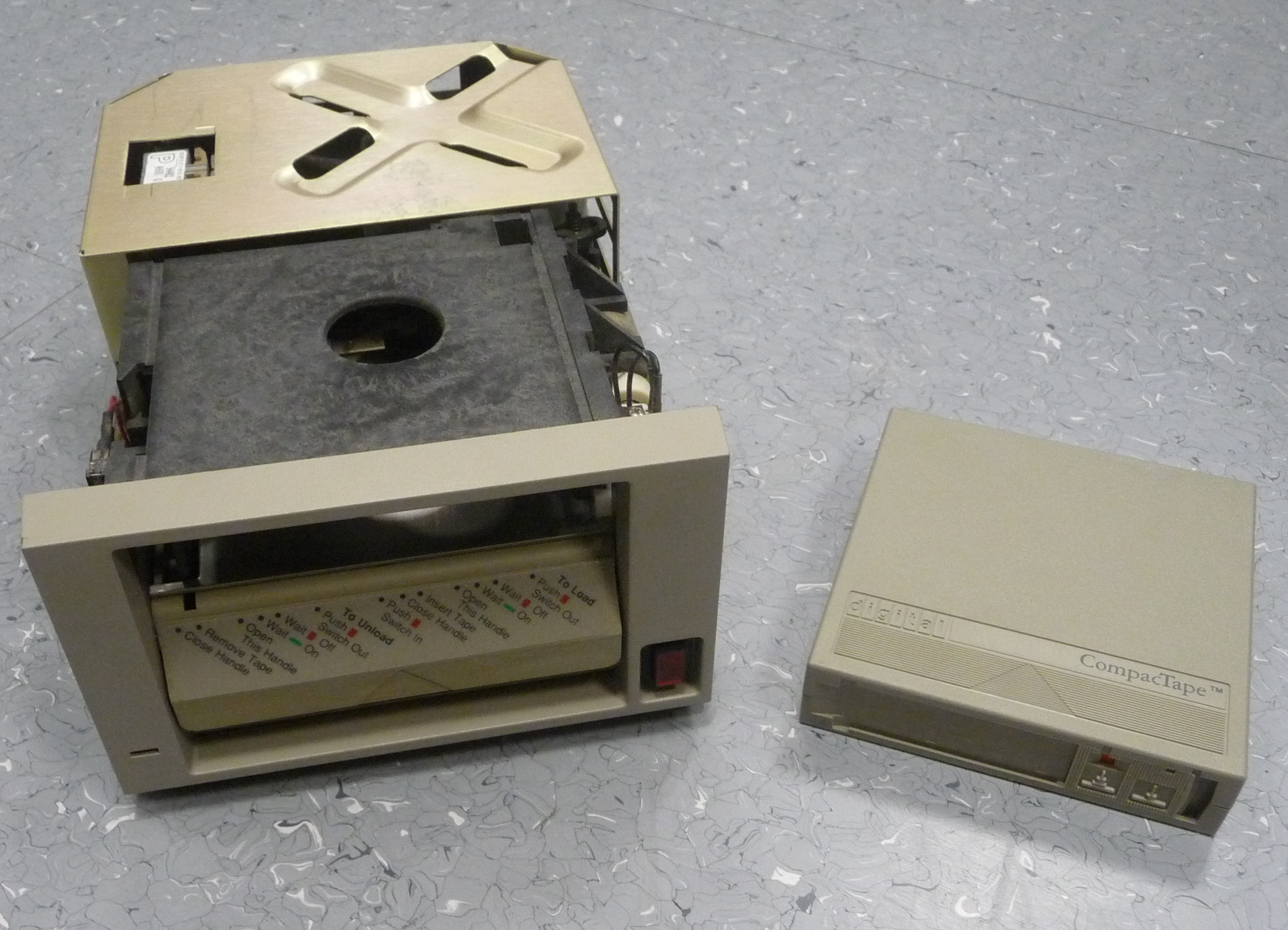
DEC-TK50-Laufwerk mit Medium

Das Digital Linear Tape (DLT) ist in der Informationstechnik ein ehemals von Digital Equipment Corporation, später von Quantum Corporation entwickeltes magnetisches Speichermedium für die Datensicherung (Backup) und Archivierung digitaler Daten.
In der DEC MicroVAX II wurde ab etwa 1984 erstmals das bei Experten sehr bekannte DEC-TK50-Laufwerk serienmäßig eingebaut, welches zusammen mit seinem Nachfolger TK70 und den Medien CompacTape I bzw. CompacTape II Vorläufer der heutigen DLT-Technik war.
Mit DLT-Medien können Daten im Vergleich mit anderen Technologien aus diesem Bereich wie QIC schneller übertragen werden; derzeit zählt die aktuelle Variante S-DLT zu den drei effizientesten Bandtechnologien.
Die Laufwerke besitzen eine zuschaltbare Hardwarekompression, mit der die zu sichernden Daten komprimiert werden können. Die Hersteller gehen meistens von einer 2:1-Kompression aus – also Reduzierung auf die Hälfte. Diese Angabe hängt stark von den zu sichernden Daten ab und ist in der Praxis meistens nicht realistisch. Daher wird in diesem Artikel ausschließlich die unkomprimierte Kapazität angegeben.
Im Midrange-Segment stehen DLT-Libraries und Roboterlösungen zur automatisierten Archivierung großer Datenbestände zur Verfügung.
Seit 2007 wird Digital Linear Tape aufgrund geringer Akzeptanz am Markt nicht weiter entwickelt und hergestellt. Die Industrie ist seither zum Quasi-Nachfolger, dem hersteller-unabhängigen Linear Tape Open, übergegangen.

## Technik
Bei DLT-Medien verlaufen die Spuren parallel zur Kante des Bandes, beim Schreiben und Lesen wird das Band präzise geführt in mehreren Richtungen am beweglichen Schreib-/Lesekopf serpentinenartig vorbeigezogen; dieses Verfahren wird als lineare Aufzeichnung bezeichnet (vgl. dazu: Schrägspuraufzeichnung bei DAT-Medien).
Technische Besonderheiten von DLT sind:
- Schräg stehender Azimut der Magnetspalten bei DLT-7000 und DLT-8000 je nach Laufrichtung zur optimalen Ausnutzung der Bandbreite durch Vermeidung von (Magnet-)Spur-Abständen
- Parallelaufzeichnung von 4 Spuren gleichzeitig
- S-DLT: Weiterentwicklung zu höheren Kapazitäten mit höherer Spurdichte durch Laserabtastung mit einer rückseitigen optischen Servo-Spur.

Auf der Vorderseite der Cartridge befindet sich ein Schieber, um das Medium gegen Überschreiben zu sperren. Wenn z. B. das Sichtfenster eine rote Markierung zeigt (es gibt auch andere Anzeigearten), ist das Band zum Schreiben gesperrt.
Die Laufwerke zeigen Probleme durch einen verschmutzten Schreib-/Lesekopf durch eine LED am Gerät an. In diesem Fall muss ein spezielles Reinigungsband (Cleaning Cartridge) eingelegt werden, welches den Laufwerkskopf reinigt. Die Reinigungsbänder sind in der Regel für 20 Anwendungen vorgesehen.

## Varianten
| Standard          | Kapazität [GB] | Kapazität [GB] | Interface                | Datenrate [MB/s] | Datenrate [MB/s] | Datum | Medium    |
| Standard          | nativ          | komprimiert    | Interface                | nativ            | komprimiert      | Datum | Medium    |
| ----------------- | -------------- | -------------- | ------------------------ | ---------------- | ---------------- | ----- | --------- |
| TK50/TZ30         | 0,095          |                | proprietär/SCSI          | 0,045            |                  | 1984  | CT I      |
| TK70              | 0,295          |                | proprietär               | 0,045            |                  | 1987  | CT II     |
| THZ01/DLT260/Tx85 | 2,6            |                | DSSI/SCSI                | 0,8              |                  | 1989  | DLT III   |
| THZ02/DLT600/Tx86 | 6              |                | DSSI/SCSI                | 0,8              |                  | 1991  | DLT III   |
| DLT2000/TK87      | 10             |                | Fast SCSI-2              | 1,25             |                  | 1993  | DLT III   |
| DLT2000XT         | 15             |                | Fast SCSI-2              | 1,25             |                  | 1995  | DLT IIIXT |
| DLT4000/TK88      | 20             | 40             | Fast SCSI-2              | 1,5              |                  | 1994  | DLT IV    |
| DLT7000/TK89      | 35             | 70             | Fast/Wide SCSI-2         | 5                |                  | 1996  | DLT IV    |
| DLT8000           | 40             | 80             | Fast/Wide SCSI-2         | 6                |                  | 1999  | DLT IV    |
| SDLT 220          | 110            | 220            | Ultra-2                  | 10               |                  | 1998  | SDLT I    |
| SDLT 320          | 160            | 320            | Ultra-2                  | 16               |                  | 2002  | SDLT I    |
| SDLT 600          | 300            | 600            | Ultra-160/FC 2Gb         | 36               | 72               | 2004  | SDLT II   |
| SDLT 600A         | 300            | 600            | GbE (FTP, HTTP)          | 36               | 72               | 2005  | SDLT II   |
| DLT-S4            | 800            |                | Ultra-320 / FC 4Gb / SAS | 60               |                  | 2006  | S4        |
| DLT-S5            | 1500?          |                |                          | 100?             |                  |       |           |
| Value line        |                |                |                          |                  |                  |       |           |
| DLT1              | 40             |                | Fast/Wide SCSI-2         | 3                |                  | 1999  | DLT IV    |
| DLT-VS80          | 40             |                | Fast/Wide SCSI-2         | 3                | 6                | 2001  | DLT IV    |
| DLT-VS160         | 80             |                | Ultra-2                  | 8                | 16               | 2003  | VS1       |
| DLT-V4            | 160            |                | Ultra-160/SATA           | 10               |                  | 2005  | VS1       |
| DLT-V5            | 250?           |                |                          | 18?              |                  |       |           |
| DLT-V7            | 3000           |                |                          | 70               |                  |       |           |

| Name                    | Formate    | Farbe                         | unterstützt durch                         |
| ----------------------- | ---------- | ----------------------------- | ----------------------------------------- |
| CompacTape I            | 0,1        | Grau                          | TK50/70                                   |
| CompacTape II           | 0,3        | Grau                          | TK70                                      |
| DLTtape III             | 2,6, 6, 10 | Hellbraun                     | DLT260/600, DLT2000/2000XT/4000/7000      |
| DLTtape IIIXT           | 15         | Weiß                          | DLT2000XT/4000/7000/8000                  |
| DLTtape IV              | 20, 35, 40 | Dunkelbraun                   | DLT4000/7000/8000, DLT1, SDLT220/320 (ro) |
| Cleaning Tape III       | 20 cleans  | Beige                         | DLT2000/2000XT/4000/7000/8000             |
| SDLTtape I              | 110, 160   | Dunkelgrün                    | SDLT220/320, SDLT600 (ro), DLT-S4 (ro)    |
| SDLTtape II             | 300        | Dunkelblau                    | SDLT600, DLT-S4 (ro)                      |
| DLTtape S4              | 800        | Dunkellila                    | DLT-S4                                    |
| SDLT Cleaning Tape      | 20 cleans  | Hellgrau                      | SDLT220/320/600, DLT-S4                   |
| DLTtape VS1             | 80, 160    | Elfenbein/Schwarz             | VS160, DLT-V4, SDLT600 (ro)               |
| DLT VS Cleaning Tape    | 20 cleans  | Braun                         | DLT1, DLT-VS80                            |
| DLT VS160 Cleaning Tape | 20 cleans  | Hellgrau mit schwarzer Klappe | DLT-VS160, DLT-V4                         |

Je nach verwendetem Laufwerk kann die Kapazität variieren. Ein DLT-8000-Laufwerk kann zum Beispiel 40 GB auf ein DLT-IV-Band schreiben, ein DLT-7000-Laufwerk dagegen nur 35 GB, und ein DLT-4000-Laufwerk nur 20 GB. Laufwerke für DLT-III- und DLT-IV-Medien sind untereinander größtenteils abwärtskompatibel. SDLT-Laufwerke können DLT-IV-Medien nur lesen und nicht beschreiben. DLT-III-Medien können mit SDLT-Laufwerken nicht mehr gelesen werden.

## DLT-Medien

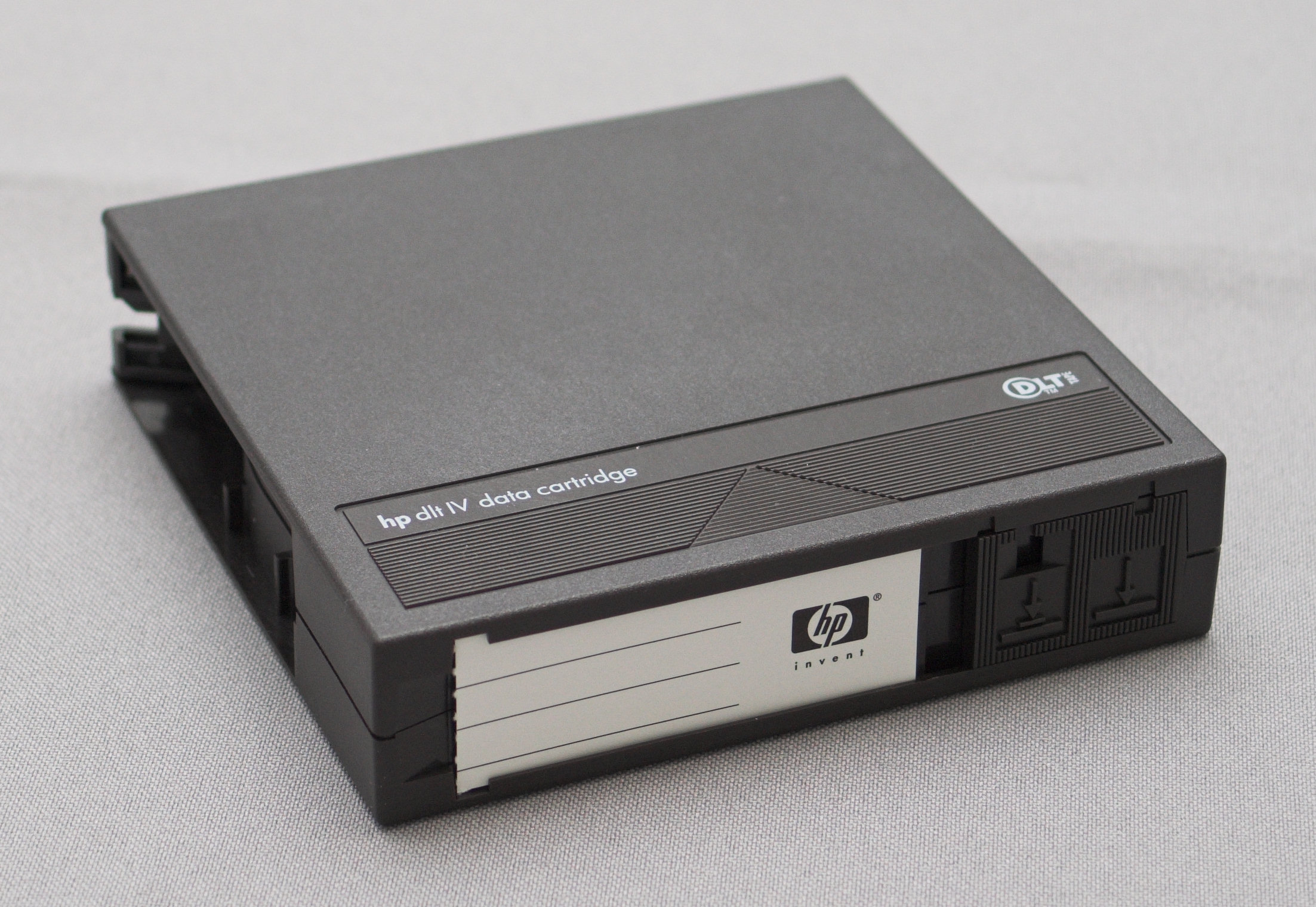
DLT-IV-Medium mit max. 40 GB Speicherkapazität (unkomprimiert)

DLT-Medien enthalten ein 1⁄2 Zoll (12,7 Millimeter) breites Magnetband, das in einer Cartridge (Kassette) gekapselt ist. Die Verwendung der DLT- und SDLT-Logos (Warenzeichen) wurde von Quantum nur an die Firmen lizenziert (gegen Entgelt), die die strengen Qualitätsanforderungen erfüllen. Die eigentlichen Medien-Hersteller sind Fujifilm, Hitachi/Maxell und Imation (ehemals 3M). Das Patent auf das eigentliche (ATOMM) Magnetband hält Fujifilm. DLT-Medien gelten als zuverlässig und gut geeignet für die Langzeitarchivierung, da sie nur etwa 5 Prozent ihrer Magnetisierung in 30 Jahren verlieren sollen.
Der Medien-Hersteller Imation verklagte im Oktober 2001 die Firma Quantum wegen Verletzung des Kartellrechtes, da Quantum die DLT/S-DLT Warenzeichen-Rechte (Trademarks) nur an bestimmte Firmen lizenziere und dafür angeblich überhöhte Lizenzgebühren verlange. Das US-amerikanische Gericht wies die Beschwerde von Imation ab und entschied, dass das Unternehmen 30 Prozent seiner Erträge aus dem Verkauf von DLT-Medien als Lizenzgebühren an Quantum abführen müsse. Auf Druck des Gerichtes hatte man sich geeinigt und Imation war ab diesem Zeitpunkt (wieder) der dritte Band- und DLT-Kassetten-Hersteller weltweit. 2007 stellte Quantum die Weiterentwicklung und Herstellung von DLT zugunsten von Linear Tape Open ein.

## Wiederherstellung alter Bänder
Obwohl die Bänder von den Herstellern eine Datensicherheit von mindestens 30 Jahren garantieren sollten, lassen diese sich heute praktisch nicht mehr lesen. Dies liegt daran, dass die Magnetbänder im Laufe der Zeit oxidieren. Selbst wenn die Bänder entnommen und gereinigt werden, verunreinigen sie den Lesekopf bereits beim Einlesen wieder, so dass ein Lesevorgang kaum noch möglich scheint.
Ehemalige Mitarbeiter der Softwarefirma Magnetic Scrolls versuchen 2018 alten Quellcode von TK50-Bändern, also der allerersten Bandgeneration aus dem Jahr 1984, wiederherzustellen. Das war 5 Jahre nach Ablauf der vom Hersteller seinerzeit garantierten Mindestdauer für die Datensicherheit der Bänder.
In diesem Zusammenhang haben sie durch aufwendiges Probieren und Verlust einiger Bänder einen Weg ermittelt, wie sich oxidierte und damit eigentlich nicht mehr lesbare Bänder doch noch einmal auslesen lassen. Dies erfordert jedoch ein funktionsfähiges TZ30-Laufwerk und aufwendige Maßnahmen, wie z. B. das Trocknen der Bänder im Backofen über acht Stunden bei exakt 45 Grad Celsius. Dabei muss auch das Laufwerk während des Lesevorgangs geöffnet und der Lesekopf gereinigt werden.